# 見栄晴
見栄晴（みえはる、1966年11月13日 - ）は、日本のタレント、俳優。本名及び旧芸名は藤本 正則（ふじもと まさのり）。浅井企画所属。
東京都府中市出身。東京都立調布北高等学校卒業。最終学歴は東海大学教養学部中退。武蔵国 府中大使。

## 来歴
8歳の時に父親を亡くし、飲食店を開業した母の手一つで育つ。「劇団いろは」所属の子役として数々の作品に出演した。
1982年、『欽ちゃんのどこまでやるの!?』の番組リニューアルで、学生に成長した見栄晴役のオーディションに参加し、最終オーディションで2名残った。萩本欽一は2人にジャンケンをさせて勝ち、レギュラー出演したことから名前が売れ、以降欽ちゃんファミリーの一員としてテレビ出演が多くなった。
1990年代前半までは、本名の藤本正則名義で出演していたが、視聴者の多くから見栄晴の印象が強く、共演者も番組内で見栄晴と呼ぶことがほとんどであることを受けて、役名と同じ見栄晴に芸名を改めた（一時期は、「藤本見栄晴」と名乗っていた）。
2024年1月27日、自身が司会を務める『競馬予想TV!』（フジテレビONE）のエンディングで、ステージ4の下咽頭がんを患っていることを公表。活動を休止して治療に専念することを明らかにした。2月12日、退院を報告。同月26日、自身のInstagramを更新し、2度目の抗がん剤治療のための再入院を報告。

## 人物

### ギャンブル依存症
- 大学に通っていたが、ギャンブル依存症でパチンコにのめり込んだために中退している。
- 人気子役だった間下このみは、小学5年生のころ、共演していた見栄晴に5000円を貸してほしいと頼まれ、仕方なく自分の一存で貸した（間下は事務所が月給制だったため、人気の割に収入はそれほど多くなく、小学生だったこともあり、大金など一度も所持したことがなかったという）もののなかなか返してもらえず、何度言っても「わかった」「この次返すよ」などの生返事で逃げられ続けて困ったという。見かねた同じ共演者の関根勤が「返してやれよ」と言っても駄目だったため、最終的には関根が見栄晴のいない間に財布から5000円を抜き取り、間下に返還する形で返してもらったという[8]。

### 家族
- 2007年4月3日に入籍し、9月25日には長女が誕生。
- 2017年の番組にて母の事を多く語っている[9]。父を病気で亡くして以来、母は女手一つで東京都府中市の実家飲食店を経営しながら見栄晴を育てた。2015年頃から老人ホームに入所した母の介護をするも、母は2017年5月に死去[10]。
- 見栄晴の実生活は結婚するまでは相当な自堕落で、稼いだ大金を宴席やギャンブルなどの豪遊に使い果たした上、消費者金融から借金を重ね、1000万円もの借金を背負うハメになったこともあった。その際、母は激怒しながらも700万円を肩代わりしてくれたという。

### 競馬
- 実家付近に東京競馬場があったことから競馬好きになり、競馬情報番組の司会や関連プログラムに数多く出演している。本名名義で、クラブ法人である株式会社ゴールドレーシング（ゴールドホースクラブ）の代表取締役も務めた[11]。
- 好みの競馬騎手は柴田政人[12]。小学校時代は府中市立府中第八小学校に通ったが、同級生に横山賀一元騎手、1学年下に弟の横山典弘騎手が同校に在学していた。特に賀一とはよく遊んでいたという[13]。

## 出演

### バラエティ番組

#### 現在の出演番組
- 競馬予想TV! （1998年7月4日 - 、フジテレビONE） - MC
- 芸能界麻雀最強位決定戦 THEわれめDEポン（フジテレビ、第41弾で優勝）
- ぶっ飛びゴルフ魂（BSテレ東）

#### 過去の出演番組
- 欽ちゃんのどこまでやるの!?（テレビ朝日）
- とんねるずの生でダラダラいかせて!!（日本テレビ）
- ラスタとんねるず'94（フジテレビ）
- DAISUKI!（日本テレビ）
- さわやかさんを探せ！（1995年、千葉テレビ）※レポーターとして、鳥の着ぐるみを着て出演していた。
- ハッチポッチステーション（NHK教育） - チケット（声） 役
- 土曜スタジオパーク（NHK総合、司会、1999年4月 - 2004年3月）
- コミュニTV 熱情放送（CATV）
- TVイーハトーブ 土曜のてっぺん（東日本放送、2006年4月 - 2007年3月）
- 武豊TV!（フジテレビ739、2005年4月 - 2009年3月）
- 朝だ!生です旅サラダ（リポーター）（ABC・テレビ朝日、- 2009年3月）
- しぜんとあそぼ「さけ」「いのしし」ナレーション（NHK教育）
- 汽車に乗ろうよ（静岡第一テレビ）
- チャレンジ!ホビー「プロゴルファー古市忠夫の飛んで上手くなりまっせ!」（2012年1月 - 2月、NHK教育テレビ（NHK Eテレ））
- FNS歌謡祭（2015年12月2日、フジテレビ）
- 爆報! THE フライデー (2017年10月6日、TBS) - 「芸能人の遺品整理トラブル」のコーナーにて

### WEB番組
- 競馬のおはなし　(HIROPRO EP：今井まこと)　FRESH!　2016年2月

### テレビドラマ
- ケンちゃんシリーズ（TBS）
- 寺内貫太郎一家（1974年、TBS）- 第12話ゲスト・小学生 役
- 仮面ライダーシリーズ（毎日放送）
  - 仮面ライダーアマゾン（1974年、NET）- 第11話ゲスト・テツオ 役
  - 仮面ライダーストロンガー(1975年、TBS) - 第32話ゲスト・少年 役
- 1年B組新八先生（1980年、TBS） - 1年B組の生徒であり、野球部員でもある島田勝彦 役
- 男!あばれはっちゃく（テレビ朝日）
- 名奉行 遠山の金さん（テレビ朝日）
- ザ・スクールコップ（1988年、フジテレビ）
- 彼女はピカソに恋してる（1989年、CX）
- 白鳥麗子でございます!（1989年、TBS）
- HOTEL第4シリーズ（1995年、TBS）
- 金曜エンタテインメント 「待たせしました!! 名古屋嫁入り物語7」（1995年、フジテレビ）
- ウルトラマンダイナ（1998年、毎日放送・円谷プロ） - 第30話ゲスト・三上秀男 役
- 大好き!五つ子シリーズ（1999年 - 2009年、TBS）
- ママの色鉛筆（TBS）
- 水戸黄門（TBS）
- バカヤロー!2000 ニッポン人の怒りが爆発する!!「前向きが何だ!」（2000年3月29日、日本テレビ）
- TRICK2（2002年、テレビ朝日）
- モップガール（テレビ朝日）
- 4姉妹探偵団（2008年2月29日、ABC・テレビ朝日）
- 天才てれびくんMAX「ゴルフBOY」（NHK教育） - ノエルの父 役
- 満福少女ドラゴネット（2010年7月、tvk）
- 水曜ミステリー9 軽井沢駐在犬日誌（2015年11月4日、テレビ東京） - 丸亀 役
- 警視庁・捜査一課長（2018年5月24日、テレビ朝日） ‐ 建屋守 役
- 金曜プレミアム 「赤い霊柩車シリーズ37」（2018年11月16日、フジテレビ） ‐ 早川総一郎 役
- 病室で念仏を唱えないでください（2020年、TBS） - 後藤由紀夫 役
- ギャルと恐竜 実写パート（2020年、TOKYO MX、第1話、第2話、第12話） - 第1話・第2話：本人役、第12話：タクシー運転手役

### WEBドラマ
- すべて忘れてしまうから（2022年9月14日 - 11月16日、Disney+） - 常連客 役[14][注 2]

### 映画
- スキヤキ（1995年公開）
- OL忠臣蔵（1997年公開）

### ビデオ
- 雀鬼4 麻雀代理戦争
- ママ、帰ってこないの―交通事故の隠れた悲劇― - 運転免許試験場での運転免許証更新時の講習などで上映される交通安全教育ビデオ。

### CM
- アデランス
- カメラの田中
- エースコック
- 紳士服のフタタ
- ダイナシティ
- アメリカンホーム保険